# Piem

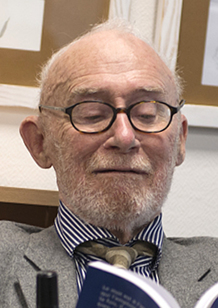
Piem (2016)

Pierre Georges Marie de Barrigue de Montvallon, bekannt als Piem (* 12. November 1923 in Saint-Étienne; † 12. November 2020 in Notre-Dame-d’Oé), war ein französischer Karikaturist und Zeichner sowie auch Autor und Ersteller von Kurzfilmen.

## Leben
Pierre de Barrigue de Montvallon stammte aus einer alten Familie des katholischen Adels aus Aix-en-Provence und war das dritte von fünf Kindern von Serge de Montvallon, Direktor des Pariser Konferenzzentrums Maison de la Chimie, und seiner Ehefrau Madeleine Champavère. Sein Bruder ist der Schriftsteller und Journalist Robert de Montvallon. Pierre de Montvallon war ab 1947 mit der Industriellentochter Élisabeth Lefebvre verheiratet; der Ehe entstammen sieben Kinder.
In den Kriegsjahren 1940 bis 1944 studierte er an der École nationale supérieure des beaux-arts de Paris und als Meisterschüler bei dem Grafiker und Plakatkünstler Paul Colin. Während dieser Zeit beteiligte er sich an Jugendbewegungen und war Aktivist der Jeunesse Étudiante Chrétienne (JEC).
Er wurde bekannt als Zeichner unter anderem bei der Tageszeitung Le Figaro, dem sozialistischen Wochenblatt L’Unité und der katholischen Tageszeitung La Croix. Er schrieb zudem viele Humorbücher. 1987 wurde er von Moderator Jacques Bofford bei Radio Suisse Romande verpflichtet. Später trat er zusammen mit Juliette Gréco und Fernand Raynaud als Komiker mit seinen Kommentaren zu aktuellen Nachrichten auch in Pariser Kabaretts wie La Tête de L'Art auf. 1975/76 wurde er bekannt mit seinen Auftritten („La Petite Semaine de Piem“) in der Abendshow Le Petit Rapporteur von Jacques Martin in TF1.
2006 zog er sich in sein Haus in La Noue bei Notre-Dame-d’Oé in der Nähe von Tours zurück, wo er unter anderem als Stadtrat aktiv wurde. Auch im Ruhestand zeichnete und schrieb er weiterhin jeden Tag. Als Amateur hat er in seiner Nachbarschaft in Paris oder La Noue rund fünfzehn Kurzfilme gedreht und damit Preise gewonnen. Piem starb am 12. November 2020, seinem 97. Geburtstag.
Er wurde mehrfach geehrt, wie 2006 mit dem Ordre des Arts et des Lettres (Commandeur).

## Veröffentlichungen (Auswahl)
- Piem: Die Wahrheit über Tennis. Cartoons. Rowohlt, Reinbek bei Hamburg 1987, ISBN 3-499-15965-1 (= Rororo, Band 5965)
- Piem: Die Wahrheit über Fußball. Cartoons. Rowohlt, Reinbek bei Hamburg 1988, ISBN 3-499-12321-5 (= Rororo, Band 12321)
- Piem: Die Wahrheit über Skilaufen. Cartoons. Rowohlt, Reinbek bei Hamburg 1989, ISBN 3-499-12482-3 (= Rororo, Band 12482)
- Piem: Die Wahrheit über Autofahren. Cartoons. Rowohlt, Reinbek bei Hamburg 1991, ISBN 3-499-12703-2 (= Rororo, Band 12703)
- Piem: Die Wahrheit über Großeltern. Cartoons. Rowohlt, Reinbek bei Hamburg 1991, ISBN 3-499-12887-X (= Rororo, Band 12887)